# وارن أولت
وارن أولت (بالإنجليزية: Warren Ault)‏ هو مؤرخ أمريكي، ولد في 8 يناير 1887 في ينيكسا في الولايات المتحدة، وتوفي في 14 مايو 1989 في كونكورد في الولايات المتحدة.